# Ankylopteryx tanana
Ankylopteryx tanana là một loài côn trùng trong họ Chrysopidae thuộc bộ Neuroptera. Loài này được Fraser miêu tả năm 1952.